# Marsella (pel·lícula)
Marsella és una pel·lícula dramàtica i road movie espanyola del 2014 dirigida per Belén Macías sobre la lluita de dues mares (la biològica i la d'acolliment) per l'afecte d'una filla.

## Sinopsi
Sara recupera les regnes de la seva vida i la custòdia de la seva filla biològica, Claire, a la qual va donar en acollida a Virginia i Alberto, anys enrere a causa dels seus problemes d'addició a l'alcohol i a les drogues, i juntes, emprenen un viatge a Marsella a la recerca del pare biològic. Una estocada en la vida de Virgínia, la seva mare d'acolliment, que se suma a la travessia.

## Repartiment
- María León - Sara
- Goya Toledo - Virginia
- Noa Fontanals - Claire
- Eduard Fernández... Jesús
- Àlex Monner... Nacho
- Óscar Zafra... 	Alberto
- Ruth Gabriel... Chus
- Blanca Apilánez... Susana (Dtra. Centre Acollida)
- Manuel Morón... Armando (Pare Sara)
- Ledicia Sola ... Eva (Centre Acollida)
- Rachel Lascar	... Violette

## Nominacions
| Premi                              | Categoria                | Nominat/a   | Resultat |
| ---------------------------------- | ------------------------ | ----------- | -------- |
| XXIX Premis Goya                   | Millor actriu            | María León  | Nominada |
| XXIX Premis Goya                   | Millor actriu secundària | Goya Toledo | Nominada |
| Medalles del CEC de 2014           | Millor actriu            | María León  | Nominada |
| XXIV Premis de la Unión de Actores | Millor actriu secundària | Goya Toledo | Nominada |